# バ怪獣 ゴメラ
バ怪獣 ゴメラ（バかいじゅう　ゴメラ）は、株式会社ブラスト（旧社名: IDA）によって制作された児童向け怪獣キャラクター番組。

## 概要
怪獣としての修行のため、人間社会へとやってきた怪獣ゴメラを主人公としたコメディ風味の短編作品で、一話の長さはそれぞれ5分強。日本語版の他、英語版や中国語版などが制作されており、YouTubeとニコニコ動画、Youkuに設けられた専用チャンネルで公開されている。また、本編を収めたDVDが児童雑誌『コロコロイチバン!』と『てれびくん』の付録になっている。
主役である怪獣ゴメラは着ぐるみによって撮影されているが、その他の背景などは全てCGによって作られている。CGとVFXはIDAグループ傘下のVFXプロダクションLight & Shadow、着ぐるみの造形は特殊造型スタジオ Zeppetが担当した。

## キャラクター
ゴメラ
- 身長：約65メートル
- 体重：25,000トン

ゴジラやガメラのような立派な怪獣になる事を目指し、バミューダトライアングルの中にある怪獣の島「怪獣ランド」から修行の為に「スキップシティ」という街にやってきた見習い怪獣。外見は一般的な爬虫類型の二足歩行怪獣に近い。臆病かつ気の弱い性格であり、光線を吐く事にすら恐怖を抱いてしまう。また、忘れっぽい面もあるため、同じ失敗を何回も繰り返している。しかし、一輪の花を身を呈して軍の攻撃から守るという心優しい面もある。
武器は口から放つゴメラ光線で、鼻先の「ゴメラ角」から吸収した空気中のエネルギーや、「ゴメラ胃袋」で消化した食べ物から得たエネルギーをエネルギー袋に溜め、それを光線として発射する。しかし、上記の通りにゴメラは気が弱いため、自らの意思で発射した事は一度もない。後にゴメラ光線のエネルギーを臀部の「ゴメラプー穴」から放出し、飛行する事が可能になった。この他に、ゴリラ1000匹分のパワーを有する「ゴメラアーム」や、イチロー選手のホームラン600本分の威力を持つ「ゴメラテール」も武器として用いる事が出来る。
弱点は陰茎であり、ここを攻撃されるとゴメラ自身の意思に反してゴメラ光線を発射してしまう。また、日曜・水曜・土曜の三日間は身長が人間サイズにまで縮んでしまう。
ヨッちゃん
巨大なタコ型の怪獣。攻撃手段は触手を用いた絡み付きとタコ墨による煙幕。第4話では軍の攻撃に追われ、海に逃げ込んだゴメラに襲いかかった。第6話ではウィリーを捕まえ、海中へ連れ去った。
人喰いぐま ウィリー
凶暴なヒグマ。第6話でスキップシティの公園に出現し、人間サイズになり隠れていたゴメラに襲いかかったが、海から現れたヨッちゃんによって海中に引きずり込まれた。
ヨッコラ
昆虫に近い生態の怪獣で、ゴメラを「おやびん」と呼び慕う。気まずくなると、頭部の器官から育毛剤としての効能も持つピンク色の「シル」が出る性質を持つ。第8話から登場し、怪獣ランドにある「バ火山」から放たれた隕石（火山岩塊）に乗ってスキップシティにやってきた。かつて、怪獣ランドにいた頃のゴメラのおやつの中に幼虫の状態で紛れ込んでおり、ゴメラに餌であるコケを与えられ、生体へと成長。その後はゴメラの弟分となるが、ドジな性格から頻繁にゴメラをトラブルに巻き込んでいた。
軍
スキップシティを守る軍事組織。形状がデフォルメされたM1エイブラムスとUH-60 ブラックホークを保有している。ゴメラに対してたびたび攻撃を行うが、攻撃をゴメラの弱点に当ててしまい、ゴメラ光線によって薙ぎ払われる事も多い。
小伴昌司（しょうとも しょうじ）
ゴメラ調査団に所属している怪獣生態学者。第2話では超巨大遠隔MRIシステムを用いてゴメラを解析し、ゴメラの生態や体内構造を報告。第7話では怪獣ランドについての極秘調査情報を説明した。声のみの登場であり、容姿は不明。

## 各話リスト
| 話数   | サブタイトル        | 脚本・監督 | 原案     |
| ------ | ------------------- | ---------- | -------- |
| 第1話  | ゴメラ あらわる     | 岡部淳也   |          |
| 第2話  | ゴメラ大図解        | 岡部淳也   |          |
| 第3話  | 花とゴメラ          | 西川伸司   |          |
| 第4話  | ゴメラ対ヨッちゃん  | 岡部淳也   |          |
| 第5話  | 宇宙ゴメラ          | 深谷英作   |          |
| 第6話  | ゴメラ デラックス   | 岡部淳也   |          |
| 第7話  | 大公開！ 怪獣ランド | 岡部淳也   |          |
| 第8話  | ヨッコラ登場        | 岡部淳也   | 田畑由秋 |
| 第9話  | ゴメラとヨッコラ    | 岡部淳也   |          |
| 第10話 | ヨッコラーメン      | 岡部淳也   |          |

## タイアップ
- 森永製菓ウイダーinゼリー ALL CHARGEのCMに出演[2]